# Láz (Příbrami járás)
Láz település Csehországban, a Příbrami járásban. Láz Vranovice, Vysoká u Příbramě és Bohutín településekkel határos. Lakosainak száma 641 fő (2024. január 1.).

## Népesség
A település lakosságának változását az alábbi diagram mutatja:
| Lakosok száma | 915  | 1145 | 817  | 566  | 494  | 536  | 613  | 617  | 624  | 641  |
|               | 1869 | 1890 | 1921 | 1950 | 1980 | 2001 | 2017 | 2019 | 2022 | 2024 |